# Église Saint-Louis de Boissy-le-Sec
L'église Saint-Louis de Boissy-le-Sec est une église paroissiale catholique, dédiée à saint Louis, située dans la commune française de Boissy-le-Sec et le département de l'Essonne.

## Historique

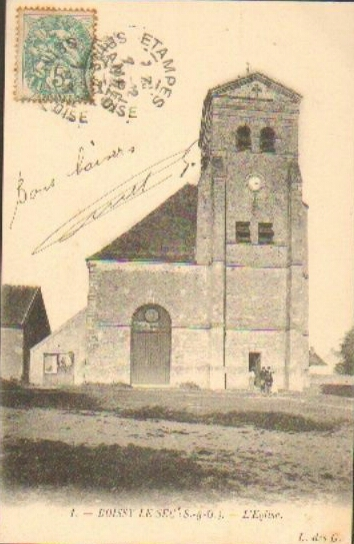
L'église de Boissy-le-Sec en 1903.

L'église est le seul vestige d'un prieuré bâti en 1195. 
L'édifice date du XIIe siècle et a fait l'objet de rénovations aux XVe siècle et XIXe siècle. 
Elle est consacrée à saint Louis après 1297. 
Le clocher s'effondre en 1815 ce qui occasionne la perte du porche et de la première travée de la nef. Il est reconstruit en 1825-1830. 
Depuis un arrêté du 2 décembre 1926, l'église est inscrite au titre des monuments historiques.

## Description
L'édifice abrite des reliquaires du XIXe siècle. 

## Pour approfondir